# Миднайт, Техас
«Ми́днайт, Теха́с» (англ. Midnight, Texas) — американский телесериал, премьера которого состоялась на телеканале NBC 24 июля 2017 года. Шоу было заказано 13 мая 2016 года. Сериал основан на одноимённой серии книг американской писательницы Шарлин Харрис, автора «Вампирских тайн», которые легли в основу популярного шоу канала HBO «Настоящая кровь».
14 февраля 2018 года сериал был продлён на второй сезон. 21 декабря 2018 NBC закрыл сериал после двух сезонов.

## Сюжет
Манфред Бернардо — медиум с огромной могущественной силой. Он нуждается в уединенном месте, где будет жить и работать. Кажется, что Миднайт — отличное место для этого, городок стоит на границе жизни и смерти. Все дело в том, что на территории техасского городка поселились сверхъестественные существа с особенными умениями. Это оборотни, жаждущие крови вампиры, ведьмы и ангелы. Манфреду удалось быстро адаптироваться в совсем непростом окружении. Быть простым человеком тут не просто, ведь ты являешься исключением из всех правил. Вместе с другими жителями техасского городка герой создал сообщество, главная цель которого — противостоять пришельцам из другого мира.

## В ролях
- Франсуа Арно — Манфред Бернардо, медиум[6]
- Дилан Брюс — Бобо Уинтроп, владелец магического ломбарда[7]
- Париса Фитц-Хенли — Фиджи Кавана, ведьма
- Ариэль Кеббел — Оливия Чарити, киллер-фрилансер[8]
- Джейсон Льюис — Джо Стронг, падший ангел
- Питер Менса — Лемуэль «Лем» Бриджер, вампир
- Сара Рамос — Крик Ловелл, официантка (сезон 1)[9]
- Юл Васкес — преподобный Эмилио Шиэн, тигр-оборотень (сезон 1)

## Обзор сезонов
| Сезон | Серии | Серии | Даты показа     | Даты показа      |
| Сезон | Серии | Серии | Первая серия    | Последняя серия  |
| ----- | ----- | ----- | --------------- | ---------------- |
| 1     | 10    | 10    | 24 июля 2017    | 18 сентября 2017 |
| 2     | 9     | 9     | 26 октября 2018 | 28 декабря 2018  |

## Отзывы критиков
На сайте-агрегаторе Rotten Tomatoes сериал держит 58 % «свежести со средним рейтингом» 5,3/10, что основано на 24-х отзывах. На Metacritic сериал получил 50 баллов из ста на основе 16 смешанных и средних рецензий.